# La Ercina
La Ercina ist eine Gemeinde mit 425 Einwohnern (Stand: 2024) im nordwestlichen Zentral-Spanien in der Provinz León in der Autonomen Gemeinschaft Kastilien-León. Valdelugueros besteht neben dem gleichnamigen Hauptort La Ercina aus den Ortsteilen Acisa de las Arrimadas, Barrillos de las Arrimadas, Corral de las Arrimadas, Fresnedo de Valdellorma, Laiz de las Arrimadas, Oceja de Valdellorma, Palacio de Valdellorma, San Pedro de Foncollada, Santa Colomba de las Arrimadas, La Serna, Sobrepeña, Valporquero de Rueda und Yugueros.

## Geografie
La Ercina liegt im Tal des Río Curueño etwa 70 Kilometer nordnordöstlich von León in einer Höhe von ca. 1100 m.

## Bevölkerungsentwicklung
| Jahr        | 1900 | 1950 | 1970 | 1981 | 1991 | 2001 | 2011 | 2021 |
| ----------- | ---- | ---- | ---- | ---- | ---- | ---- | ---- | ---- |
| Einwohner   | 1447 | 2545 | 1639 | 1118 | 909  | 668  | 537  | 452  |
| Quelle: INE |      |      |      |      |      |      |      |      |

## Sehenswürdigkeiten
- Marinenkirche von La Ercina
- Kolumbakirche von Las Arrimadas
- Kirche von Yugueros

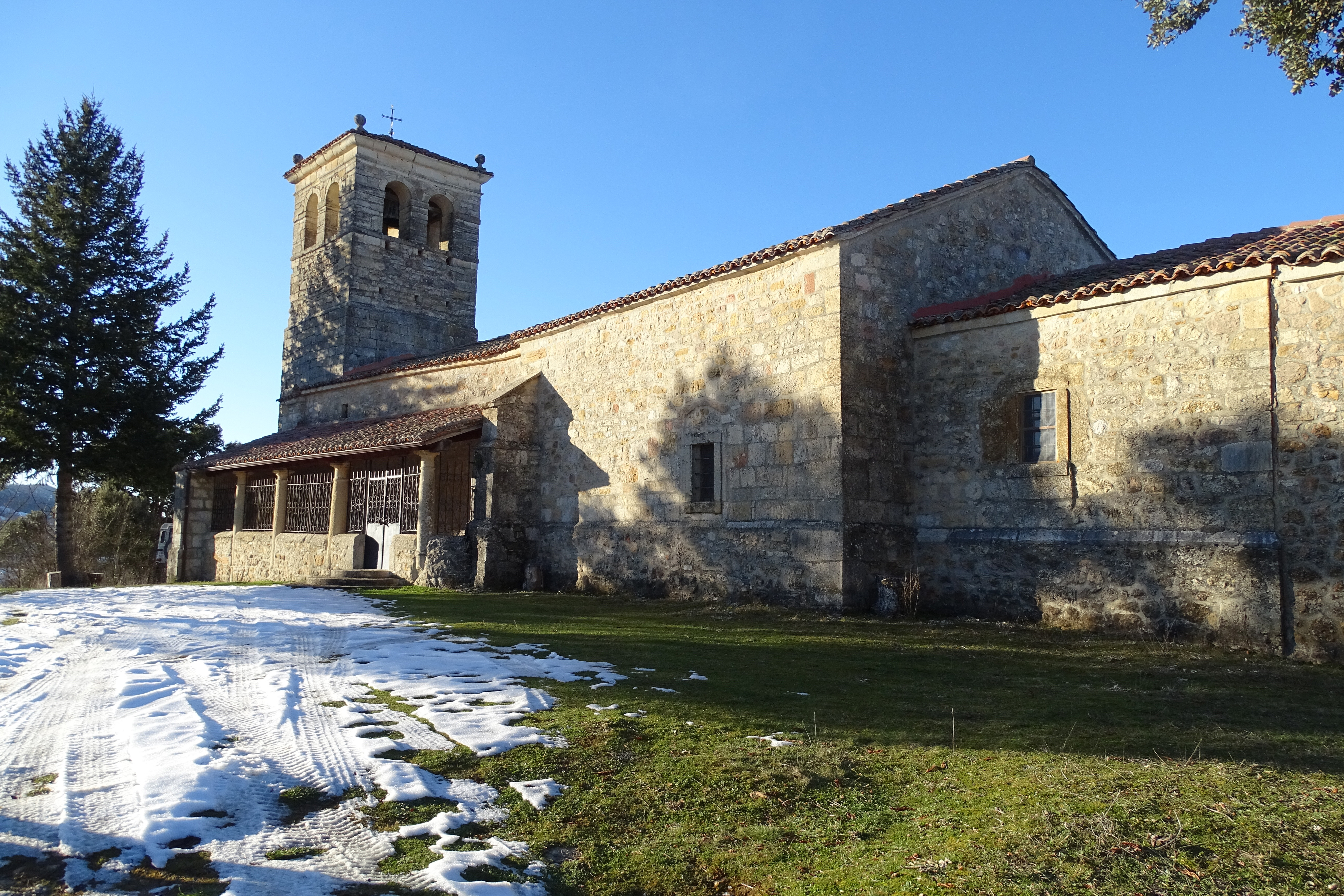
Marinenkirche
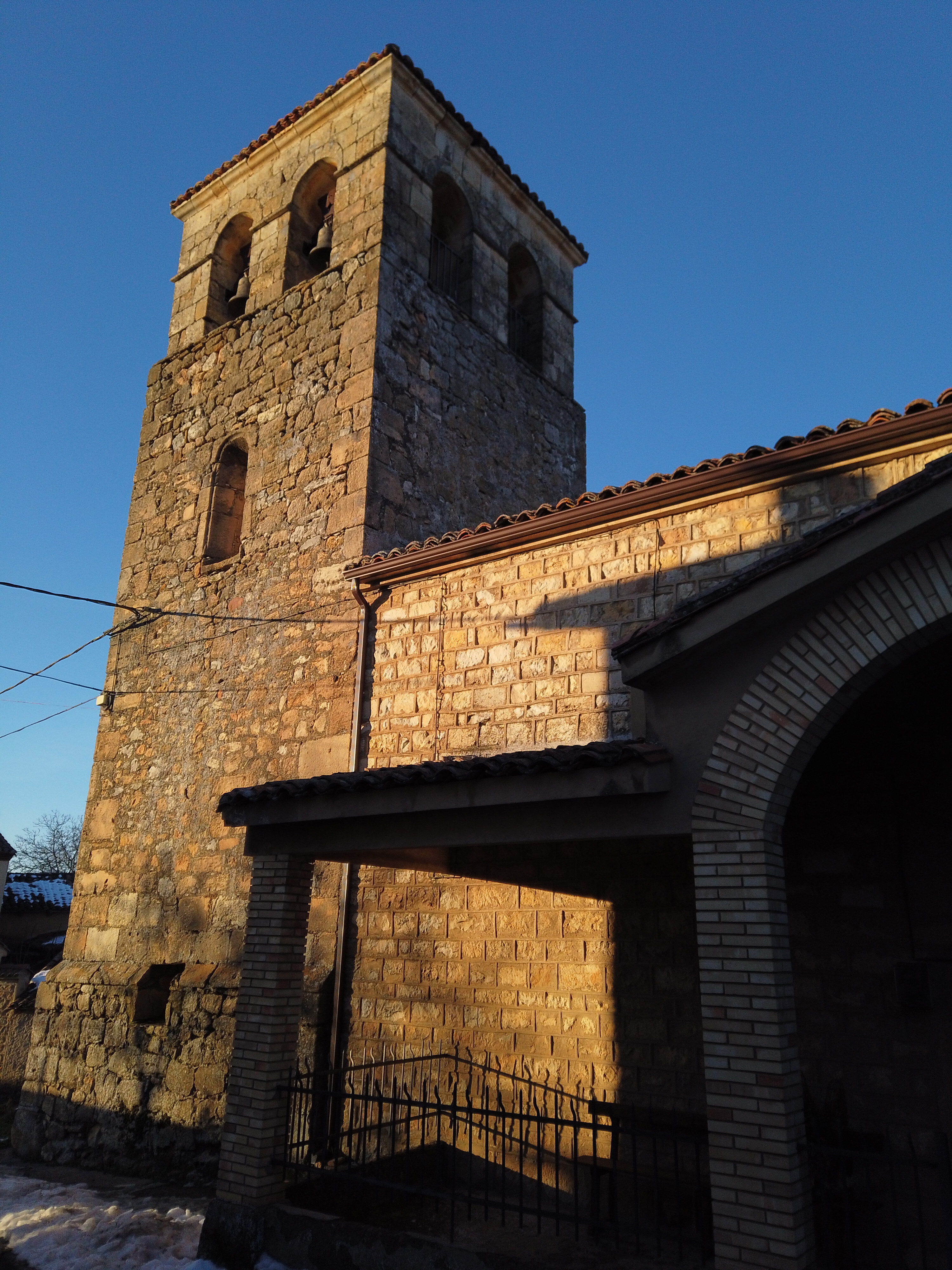
Kolumbakirche
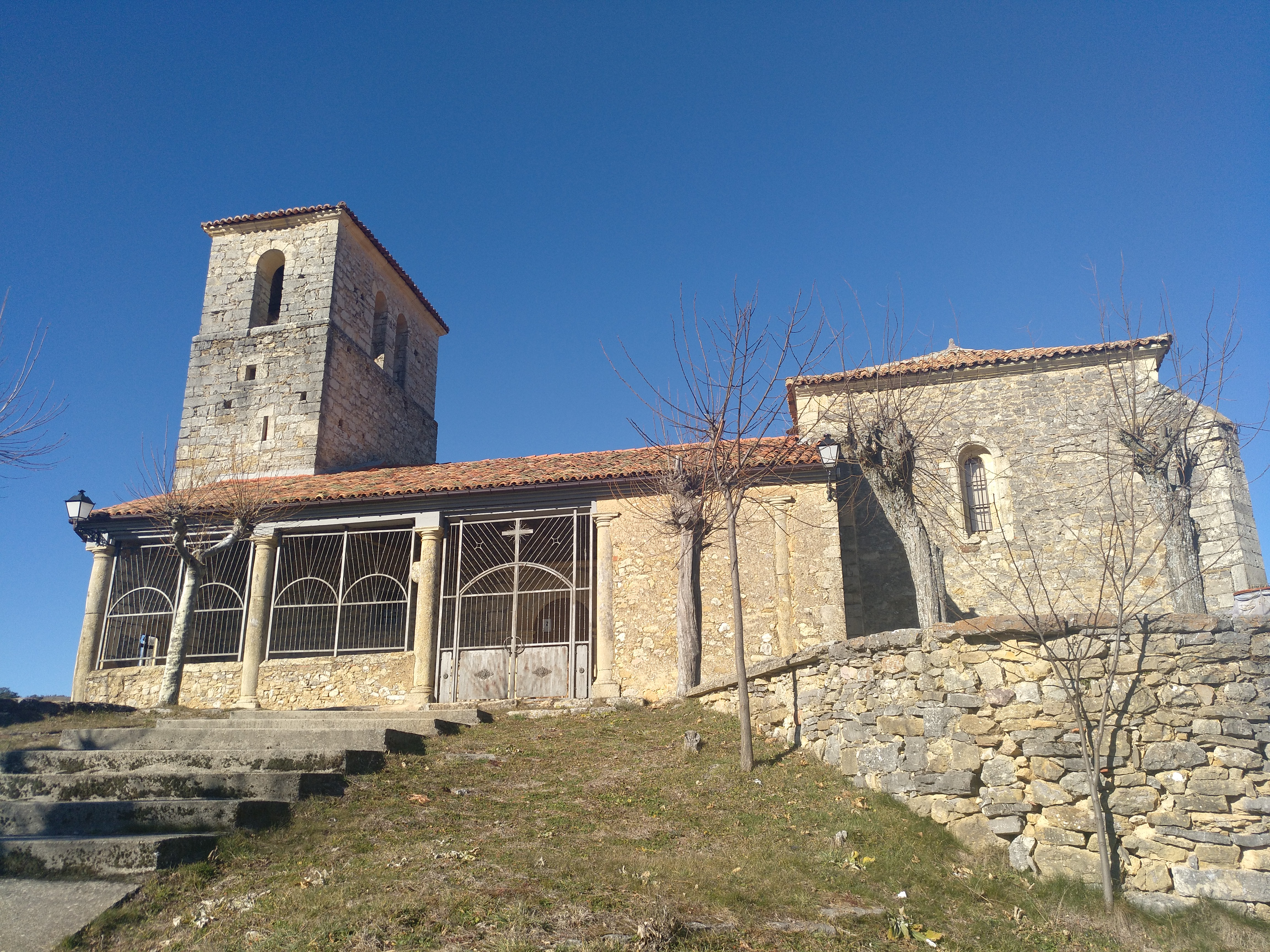
Kirche von Yugueros
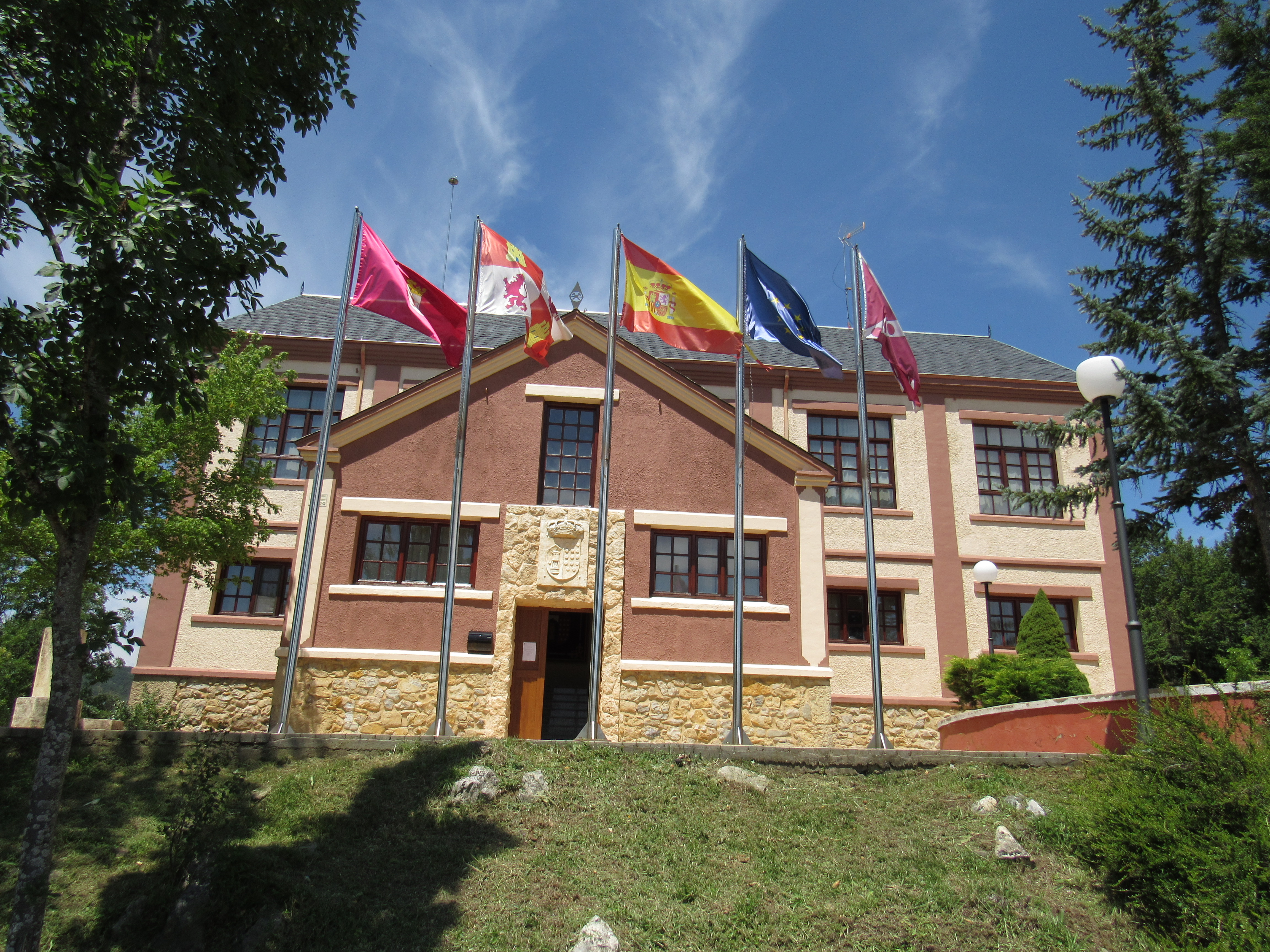
Rathaus